# Saba (rappeur)
 (janvier 2019).
Saba, de son vrai nom Tahj Malik Chandler, né le 17 juillet 1994 à Chicago, dans l'Illinois, est un rappeur et producteur américain.
Saba est un membre du groupe Pivot Gang, formé en 2012.

## Biographie

### Enfance
Saba excelle à l'école primaire et saute deux classes. Il commence à jouer du piano à l'âge de sept ans, ce qui conduit à des expérimentations avec un logiciel de beatmaking software. Il commence le lycée à douze ans et obtient son diplôme à seize ans. Il a fréquenté la St. Joseph High School à Westchester, en banlieue ouest de Chicago. Saba distribue des mixtapes dans les couloirs de son lycée pour se faire un nom.
À l'âge de seize ans, Saba commence à jouer au YouMedia Center et au Young Chicago Authors (YCA) dans le quartier de Wicker Park à Chicago. Ces open mics après l’école ont donné à Saba la confiance et le charisme qu’il possède aujourd’hui sur scène.

### 2012-2014: GETCOMFORTable et ComfortZone
En décembre 2012, Saba publie son premier projet, GETCOMFORTable. L'album est un « catalogue de jeunes talents de Chicago qui se joignent à Saba pour tenter de se comprendre comme des adultes en devenir dans le monde d'aujourd'hui ».
En 2013, Chance the Rapper collabore avec Saba sur l'album Acid Rap de ce premier. Le couplet de Saba dans la chanson Everybody's Something, l'une des plus remarquées de la mixtape, augmente sa popularité.
Saba continue de rapper en 2013 et commence à travailler sur sa deuxième mixtape, ComfortZone. Elle sort en juillet 2014. Saba se sert de cette mixtape comme une fenêtre sur sa vie. Il décrit son entourage et son attitude optimiste dans ses vers. La chanson la plus populaire de ComfortZone est Burnout avec Eryn Allen Kane. Saba produit la majorité des chansons de ce projet.

### 2015-2017: Bucket List Project
Saba contribue à l'album de Chance the Rapper et Donnie Trumpet and The Social Experiment, Surf, sur la chanson "SmthnThtIWant". L'album est sorti en mai 2015 gratuitement sur iTunes.
Saba publie un EP instrumental appelé SpareChange! en 2015. Il est composé de huit pistes disponibles via Soundcloud. Fin 2015, Saba figure sur le single Angels de Chance the Rapper. Les deux artistes ont interprété la chanson dans The Late Show with Stephen Colbert en octobre 2015. La popularité de Saba explose à la suite de sa performance.
En janvier 2016, Saba publie le single GPS mettant en vedette son père et son influence musicale, Chandlar. Le single figure dans son premier album, Bucket List Project, sorti le 27 octobre 2016. L'album est composé de treize pistes comprenant un large éventail d'artistes basés à Chicago, tels que Noname, Twista, Akenya, Jean Deaux et son frère Joseph Chilliams. L'album se concentre sur son éducation à West Side et sa spiritualité. En juillet 2016, Saba est également apparu sur le premier album de Noname, Telefone, sur la chanson Shadow Man aux côtés de Phoelix et Smino.
En 2017, Saba publie des singles intitulés Monday to Monday, There You Go et Where Ideas Sing, mais n'a pas annoncé de projet ultérieur pour ces chansons.

### Care for Me (depuis 2018)
Le 27 février 2018, Saba publie le titre Busy, peu après l'annonce d'une tournée pour son deuxième album, Care for Me. Il sort Care for Me le 5 avril 2018 avec des morceaux comprenant Chance the Rapper, Kaina et theMIND. L'album est dédié à son regretté cousin et ami proche, Walter Long, Jr. alias John Walt; qui a été poignardé à mort en février 2017 à Chicago. Walter est fortement mentionné dans les chansons Busy, Life et Prom / King.
Saba est nommé parmi les dix « Chicagoans of the Year » par le Chicago Tribune le 27 décembre 2018 pour sa musique et ses contributions à la John Walt Foundation. Cette fondation est en mémoire de son ami assassiné Walter Long et fut lancée par Saba et la mère de Long en 2017 afin de « favoriser les arts pour la jeunesse de Chicago »

## Discographie

### Albums studio
- 2016 : Bucket List Project
- 2018 : Care for Me
- 2022 : Few Good Things

### EP
- 2015 : SpareChange

### Mixtapes
- 2012 : Get Comfortable
- 2014 : Comfort Zone

### Collaborations
Avec Pivot Gang
- 2019 : You Can't Sit With Us